# Línea Jamaica
La línea Jamaica (antes conocida como la línea Broadway o la línea Broadway (Brooklyn)) es una línea subterránea de la División B del metro de la ciudad de Nueva York, en Brooklyn y Queens, Nueva York, Estados Unidos. Transita sobre el Puente Williamsburg al sureste de Broadway hacia East New York, Brooklyn, y después al este por la Calle Fulton y la Avenida Jamaica hacia Jamaica, Queens. En Jamaica occidental, la línea  pasa por un túnel, convirtiéndose en el nivel inferior de la línea de la Avenida Archer en  el centro de Jamaica. Los trenes de los servicios J y Z operan en toda la línea Jamaica, y los trenes M operan en la línea al oeste de la Avenida Myrtle.
La línea Jamaica también incluye a la  línea elevada más antigua del sistema del metro - la línea original de 1885 del Ferrocarril elevado de Brooklyn - entre la Avenida Gates y la Avenida Van Siclen, al igual a la nueva estructura elevada, la rampa de 1988 dentro de la línea subterránea de la Avenida Archer. 
Cuando la Corporación de Tránsito de Broklyn y Manhattan (BMT) operaba la línea, giraba en compás hacia el oeste para ir hacia Manhattan.[cita requerida]Sin embargo, esto dio como resultado que la línea sobre la Calle Nasáu hacia el centro de Brooklyn tuviese dos extremos norte, y para 1967, cuando la conexión de la Calle Chrystie abrió y empezó a servir a los servicios (QJ y RJ) para que empezasen a operar de esta manera, las direcciones fueron cambiadas, y la línea empezó a ir hacia Jamaica y no a Manhattan. Sin embargo, la línea Canarsie no cambió,[cita requerida] y los viajes del servicio JJ que cambiaron hacia la línea Canarsie en Broadway Junction tenía dos extremos sur. Además, el servicio KK (después como K) tuvo dos extremos norte, y desde entonces usa la conexión de la Calle Chrystie desde la línea Jamaica hacia la línea de la Sexta Avenida.

## Descripción
La línea Jamaica incluye una variedad de estructuras. De la Avenida Marcy a un punto justo antes de la Avenida Alabama la línea opera en la estructura ferroviaria elevada, pero durante la Primera Guerra Mundial fue reconstruida y  mejorada en una línea de tres vías bajo los contratos Dual de 1913. Desde la Avenida Alabama hacia la estación Cypress Hills, la línea Jamaica opera en la antigua estructura elevada de la ciudad de Nueva York, y una estructura reforzada con acero y hierro fundido que abrió en 1893. Curiosamente, al oeste de la Avenida Alabama, una tercera vía media existe en la línea que la eleva sobre las otras dos vías, terminando justo al oeste de la estación de la Avenida Alabama. No está muy claro si la vía debía ser una vía aislada o una vía expresa.
En Cypress Hills, la línea gira al noreste hacia la Avenida Jamaica en lo que es conocido como la línea de la Avenida Jamaica, construida por los contratos Dual. Esta estructura tiene provisiones en toda la línea para tres vías, pero la vía central nunca fue construida, con la excepción de la vía de almacenaje en la Calle 111 y otra entre la Calle 160 y la Calle 168 en un extremo de la línea en la cual ahora está destruida .

## Historia
La Union Elevated Railroad, arrendó el Ferrocarril Elevado de Brooklyn, y abrió una línea elevada arriba de Broadway desde la Avenida Gates al noroeste hacia la Avenida Driggs en Williamsburg el 25 de junio de 1888. Esta fue un ramal de la línea elevada de la Avenida Lexington, en la cual terminó después en la Avenida Van Siclen; los trenes Broadway operaban entre las avenidas Driggs y Van Siclen. Una transferencia gratis estaba disponible en los trenes de la Avenida Gates a la Avenida Lexington hacia el centro de Brooklyn. La línea elevada de Broadway fue extendida hacia el ferry de Broadway Ferry el 14 de julio de 1888.
La extensión de la línea elevada de Broadway al este hacia Cypress Hills, sobre la Calle Fulton y la Calle Crescent, abrió el 30 de mayo de 1893, y la compañía extendió los trenes de la Avenida Lexington y Broadway hacia la nueva terminal. Esta extensión incorporó parte de la recién demolida estación de la Avenida Park.

## Servicios
La línea tiene dos servicios importantes - el servicio 14 de Broadway (Brooklyn) (antes llamada como la línea Canarsie, antes de que la línea fuera conectada con la línea de la Calle 14) y la línea Jamaica 15. Eventualmente la línea 14  se convirtió en la línea K, 15 y J; la línea K fue eliminada en 1976. La Z fue introducida en 1988 para proveer el servicio discontinuo de paradas en la cual había sido hecho por la línea 14/K y 15/J.

## Nombre de la línea
Desde su adhesión por la BRT en 1940, la parte de la línea desde su terminal occidental hacia Cypress Hills era conocida como Broadway L o la línea Broadway-Brooklyn. Después de ese punto era conocida como la línea de la Avenida Jamaica. Posteriormente a la adquisición de la ciudad, la línea que se divide entre Broadway y la Avenida Jamaica era considerada como la estación más occidental de la línea en Eastern Parkway, ahora conocida como Broadway Junction. 
Desde la suspensión de los servicios de Broadway-Brooklyn, toda la línea es ahora conocida simplemente como la línea Jamaica.

## Lista de estaciones
| Leyenda de la estación de servicio                       | Leyenda de la estación de servicio                       |
| -------------------------------------------------------- | -------------------------------------------------------- |
| Hace paradas todo el tiempo                              | Paradas todo el tiempo                                   |
| Hace paradas todo el tiempo                              | Paradas todo el tiempo excepto a altas horas de la noche |
| Hace paradas sólo los días de semana                     | Paradas en días de semana                                |
| Hace paradas todo el tiempo, excepto en horas pico       | Paradas todo el tiempo excepto horas pico                |
| Hace paradas en horas pico en direcciones congestionadas | Paradas horas pico o vías congestionadas                 |
| Detalles del periodo de tiempo                           |                                                          |

| Acceso para discapacitados                                                                 | Estación                              | Vías                                  | Servicios                             | Apertura                              | Transferencias & notas |
| sección demolida de la línea original                                                      | sección demolida de la línea original | sección demolida de la línea original | sección demolida de la línea original | sección demolida de la línea original | sección demolida de la línea original |
| ------------------------------------------------------------------------------------------ | ------------------------------------- | ------------------------------------- | ------------------------------------- | ------------------------------------- | --- |
|                                                                                            | Calle 168                             |                                       |                                       | 3 de julio de 1918                    | Clausurada el 10 de septiembre de 1977 |
|                                                                                            | Calle 160                             |                                       |                                       | 3 de julio de 1918[cita requerida]    | Clausurada el 10 de septiembre de 1977 |
|                                                                                            | Sutphin Boulevard                     |                                       |                                       | 3 de julio de 1918[cita requerida]    | Clausurada el 10 de septiembre de 1977 |
|                                                                                            | Queens Boulevard                      |                                       |                                       | 3 de julio de 1918[cita requerida]\|  | Clausurada el 13 de abril de 1985[cita requerida] |
|                                                                                            | Avenida Metropolitana                 |                                       |                                       | 3 de julio de 1918[cita requerida]    | Clausurada el 13 de abril de 1985[cita requerida] |
|                                                                                            |                                       |                                       |                                       |                                       | |
| empieza a continuación de la línea de la Avenida Archer (J Z )                             |                                       |                                       |                                       |                                       | |
|                                                                                            | Calle 121                             | ambas                                 | J Z                                   | 3 de julio de 1918[cita requerida]    | Autobús Q10 hacia el Aeropuerto JFK |
|                                                                                            | Calle 111                             | ambas                                 | J                                     | 28 de mayo de 1917[cita requerida]    | |
|                                                                                            | Calle 104                             | ambas                                 | J Z                                   | 28 de mayo de 1917[cita requerida]    | Antes calle 102 |
|                                                                                            | Woodhaven Boulevard                   | ambas                                 | J Z                                   | 28 de mayo de 1917[cita requerida]    | |
|                                                                                            | Calle 85–Forest Parkway               | ambas                                 | J                                     | 28 de mayo de 1917[cita requerida]    | |
|                                                                                            | Calle 75                              | ambas                                 | J Z                                   | 28 de mayo de 1917[cita requerida]    | Antes Elderts Lane |
|                                                                                            | Cypress Hills                         | ambas                                 | J                                     | 30 de mayo de 1893                    | |
|                                                                                            | Calle Crescent                        | ambas                                 | J Z                                   | 30 de mayo de 1893                    | |
|                                                                                            | Avenida Norwood                       | ambas                                 | J Z                                   | 30 de mayo de 1893                    | |
|                                                                                            | Calle Cleveland                       | ambas                                 | J                                     | 30 de mayo de 1893                    | Antes Avenida Cleveland |
|                                                                                            | Avenida Van Siclen                    | ambas                                 | J Z                                   | 3 de diciembre de 1885                | |
|                                                                                            | Avenida Alabama                       | ambas                                 | J                                     | 5 de septiembre de 1885               | |
| se une con la conexión de la línea Canarsie (ningún servicio regular)                      |                                       |                                       |                                       |                                       | |
|                                                                                            | Broadway Junction                     | ambas                                 | J Z                                   | 14 de junio de 1885                   | A C (línea de la Calle Fulton) L (línea Canarsie) Long Island Rail Road en East New York Antes como el Cruce de Manhattan Beach o Manhattan Junction o Eastern Parkway |
|                                                                                            | Calle Chauncey                        | local                                 | J Z                                   | 18 de julio de 1885                   | |
|                                                                                            | Calle Halsey                          | local                                 | J                                     | 19 de agosto de 1885                  | |
|                                                                                            | Avenida Gates                         | local                                 | J Z                                   | 13 de mayo de 1885                    | |
|                                                                                            | Calle Kosciuszko                      | local                                 | J                                     | 25 de junio de 1888[cita requerida]   | |
| se une con la línea de la Avenida Myrtle (M )                                              |                                       |                                       |                                       |                                       | |
|                                                                                            | Avenida Myrtle                        | ambas                                 | J M Z                                 | 25 de junio de 1888[cita requerida]   | movida desde la Avenida Stuyvesant a la transferencia de la Avenida Elevada Myrtle en abril de 1889                                                                    |
|                                                                                            | Avenida Park                          |                                       |                                       | 25 de junio de 1888[cita requerida]   | Cerrada |
| Acceso para discapacitados                                                                 | Avenida Flushing                      | local                                 | J M                                   | 25 de junio de 1888[cita requerida]   | |
|                                                                                            | Calle Lorimer                         | local                                 | J M                                   | 25 de junio de 1888[cita requerida]   | |
|                                                                                            | Calle Hewes                           | local                                 | J M                                   | 25 de junio de 1888                   | |
| Acceso para discapacitados                                                                 | Avenida Marcy                         | local                                 | J M Z                                 | 25 de junio de 1888                   | |
| continua sobre el puente Williamsburg y se convierte en la línea de la Calle Nassau (J Z ) |                                       |                                       |                                       |                                       | |
|                                                                                            |                                       |                                       |                                       |                                       | |
| sección demolida de la línea original                                                      |                                       |                                       |                                       |                                       | |
|                                                                                            | Avenida Driggs                        |                                       |                                       | 25 de junio de 1888                   | Clausurada en 1916 |
|                                                                                            | Broadway Ferry                        |                                       |                                       | 14 de julio de 1888                   | Clausurada en 1916 |